# Tour de la mer Noire
Ne doit pas être confondu avec Black Sea Cycling Tour.
Le Tour de la mer Noire (officiellement : Yavuz Sultan Selim Tour of Black Sea) est une course cycliste par étapes disputée autour de la mer Noire en Turquie. Créée en 2015, elle fait partie du calendrier de l'UCI Europe Tour en catégorie 2.2.

## Palmarès
| Année                 | Vainqueur            | Deuxième         | Troisième       |
| --------------------- | -------------------- | ---------------- | --------------- |
| 2015                  | Tomasz Marczyński    | Onur Balkan      | Muhammet Atalay |
| 2016-2017 Non-disputé |                      |                  |                 |
| 2018                  | Ramūnas Navardauskas | Mauro Schmid     | Mustafa Sayar   |
| 2019                  | Onur Balkan          | Samir Jabrayilov | Vitaliy Buts    |